# Ring of the European Cities of Iron Works

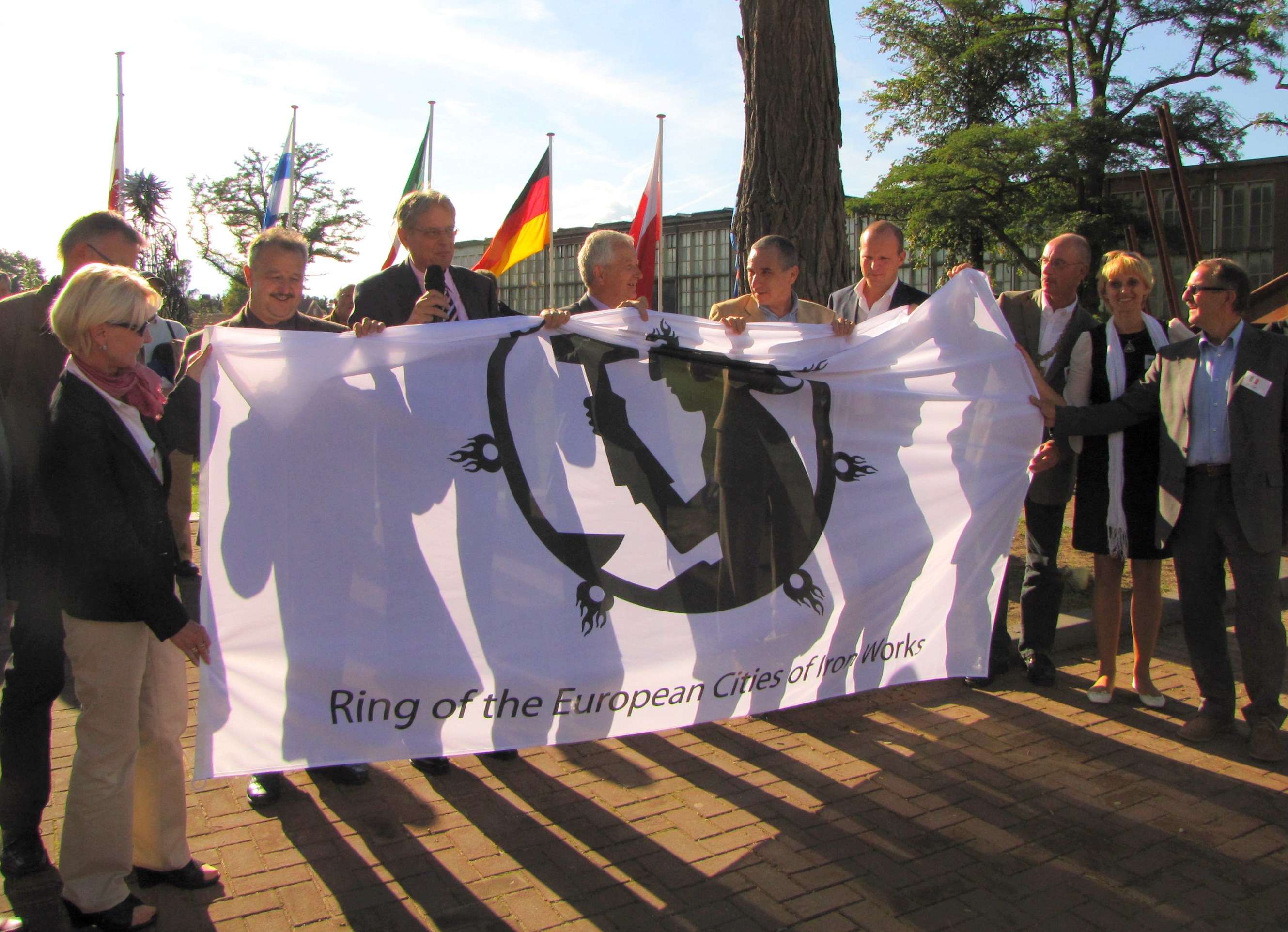
Vertegenwoordigers met vlag in Oude IJsselstreek, september 2010

De Ring of European Cities of Iron Works (Ring van Europese IJzersteden) is een internationale vereniging van steden die een geschiedenis van ijzerwinning en metaalbewerking hebben. De vereniging werd op 16 juni 2001 opgericht. Zetel is Olbernhau in de Duitse deelstaat Saksen. Begin 2022 waren er 18 leden in tien landen.
Oude IJsselstreek is het enige Nederlandse lid; in deze gemeente vond de jaarvergadering 2010 plaats.

## Ledenlijst anno 2022
- : Olbernhau, Friesoythe, Kolbermoor en Stolberg (Rijnland) in Duitsland
- : Mynämäki in Finland
- : Arles-sur-Tech in Frankrijk
- : Pratovecchio Stia, Bienno en Acireale in Italië
- : Oude IJsselstreek in Nederland
- : Øvre Eiker in Noorwegen
- : Ybbsitz en Bad Hall in Oostenrijk
- : Campdevánol in Spanje
- : Lipník nad Bečvou (in relatie tot kasteel Helfštýn), in Tsjechië
- : Donezk en Ivano-Frankivsk in Oekraïne
- : Oeljanovsk in Rusland